# Scooby-Doo
A Scooby-Doo amerikai televíziós franchise, amely 1969 óta van műsoron. Az eredeti sorozat, a Scooby-Doo, merre vagy? a Hanna-Barbera produkciójában készült Joe Ruby és Ken Spears ötlete alapján 1969-ben. Ez egy Szombat Reggeli Rajzfilm volt, négy tizenéves – Fred Jones, Diána Blake, Vilma Dinkley, és Norville "Bozont" Rogers – és a háziállatuk, Scooby-Doo, egy dán dog főszereplésével, akik rejtélyeket oldanak meg természetfeletti teremtményekkel, lényekkel kapcsolatban.
A Hanna-Barbera és felváltójuk, a Warner Bros. az eredeti sorozat után több feldolgozást, spin-offot készített a szériából: sorozatokat, különkiadásokat, élőszereplős és animációs DVD-filmeket és telefilmeket. Pár változat eltér az eredeti alaptörténetétől, a szereplőgárda bővül vagy változik, mint például a Scooby-Doo és a 13 szellem című sorozatban, ahol Diána átesett több változáson a kinézetét és a személyiségét illetően, Fred és Vilma eltűntek a sorozatból és három másik szereplő, Scrappy-Doo, Vicent Van Gond és Flim Flam került a helyükre. A szereplőknek a feldolgozások folyamán nem csak kinézetük változott tehát, hanem személyiségük, élethátterük és stílusuk.
A Scooby-Doo eredetileg a CBS csatornán futott 1969-től 1976-ig, (ekkor olyan feldolgozásai készültek, mint a Scooby-Doo újabb kalandjai, A Scooby-Doo-show, Scooby-Doo és Scrappy-Doo stb.) mikor átköltözött az ABC műsorára. Az ABC 1986-ig adta a sorozatot, majd egy spin-offot rendelt, amiben az eredeti szereplők, mint 12 éves gyerekek mutatkoznak be, a Scooby-Doo, a kölyökkutya című sorozatban, amelyet 1988-tól ’91-ig adott. Az eredeti szériát feldolgozta később a Kids' WB a Mizújs, Scooby-Doo?, című sorozatával, melyet 2002-től 2006-ig sugárzott. Egy másik Scooby-sorozatot, a Bozont és Scooby-Doo-t rendelte meg ekkor a The CW Television Network és sugározta 2008-ig. Az aktuális Scooby-Doo változat, a Scooby-Doo: Rejtélyek nyomában a Cartoon Network csatornán debütált 2010 júliusában. A sorozat második évadjának bemutatása az Egyesült Államokban 2012 július végén volt, az Egyesült Királyságban pedig 2012 június elején mutatták be a Cartoon Network Egyesült Államok és a Boomerang Egyesült Királyság és Írország csatornákon. Magyarországon 2012. szeptember 10-én került adásba a második évad első része.

## Kivitelezés és tervezés
1969-ben több szülői szervezet, főként az Action for Children's Television együttesen ellenezni kezdte azt az erőszakot, melyet a szombat reggelenként futó, gyermekeknek szóló amerikai műsorblokkba, a Szombet reggeli rajzfilmekben (Saturday Morning Cartoons) sugároztak az 1960-as évek derekán és vége felé. A legtöbb ezek közül Hanna-Barbera készítésű akció-rajzfilmsorozatok voltak, mint a Jonny Quest, Space Ghost és a The Herculoids, amelyeknek ezen szülői szervezetek felszólalása miatt felfüggesztették a gyártását 1969-ben. Ezeknek a nézői célcsoportok tagjai lettek a tanácsadói a Hanna-Barberanak és más animációs stúdióknak olyan új műsorok elkészítésében, melyek nem tartalmaznak ilyen jellegű tartalmakat a gyerekek számára, és amelyek biztonságosabbak lesznek gyermekek számára.
Fred Silverman, az akkori vezető felelős a gyermekműsorokért a CBS csatornánál olyan programot keresett a szombat reggeli műsorblokkjába, amely feléleszti azt, és kielégíti nézői célcsoportokat ugyanakkor. Az eredmény az Archie Show lett, Bob Montana tizenéveseknek gyártott képregénykönyve, az Archie alapján. A siker bekövetkezett, és Silverman növelni szerette volna ezt, ezért felvette a kapcsolatot William Hanna és Joseph Barbera rajzfilmproducerekkel, és hogy egy lehetőleg olyan rajzfilmsorozatot alkossanak, mely szintén egy tinédzserekből álló rock-bandáról szól, de ráadásként: a koncertek között rejtélyeket oldjanak meg.
Hanna-Barbera a feladatot két íróra bízta, Joe Ruby ra és Ken Spearsre, és egy művészre/szereplőtervezőre Iwao Takamotora. Az eredeti ötletük alapján a műsor a Mysteries Five (Rejtélyes Ötös) címet kapta volna, a főszerepben öt tinivel: Geoff, Mike, Kelly, Linda, Linda bátyja, "W.W." és a kutyájuk, Too Much (Túl Sok), akik a "Rejtélyes Ötös" bandának lettek volna a tagjai (a kutya is: ő bongón játszott volna). Amikor épp a "Rejtélyes Ötös" nem éppen koncerteken léptek fel, akkor szellemek, szörnyek, zombik és egyéb rejtélyes teremtmények után nyomoztak és fejtettek meg velük kapcsolatos rejtélyeket. Ruby és Spears nem tudták eldönteni, hogy Too Much egy nagy gyáva, vagy egy kis bátor kutya legyen-e (később, Scrappy-Doo személyében mindkettőt megvalósították). Végül az előbbit választották, ekkor viszont újabb kérdésekbe ütköztek: vagy egy nagy termetű német juhász vagy egy nagy bozontos juhászkutya legyen ő. Azután, hogy Barberával is beszéltek erről, amellett döntöttek, hogy Too Much egy dán dog lesz, hogy elkerüljék a félreértéseket a The Archiles-el (nekik juhászkutyájuk volt, Hot Dognak hívták).
Takamoto beszélt egy kollégájával, aki voltaképpen dándog tenyésztő volt. Miután megtudta, hogy melyek azok a tulajdonságok, amellyel egy versenyen egy dándog nyerhet, Takamoto hozzálátott ezen szabályok "megsértéséhez" és megtervezte Too Much figuráját görbe lábakkal, kettős tokával valamint más nem megszokott tulajdonságokkal.
Amikor a show már készen állt a bemutatásra, egy pár dolgot megváltoztattak. Geoff és Mike egy szereplővé vált, először Ronnie néven", majd a későbbiekben ő lesz Fred, Kelly nevét megváltoztatták Daphne-ra (magyarul Diána), Linda is új nevet kapott, Ő lett Velma (Vilma), valamint W.W. lett Shaggy (Bozont) és már a testvérséget is elhagyták kettejük közül. Silverman-nek a cím se nagyon tetszett, ezért a Mystery five-ból először Who' S-S-Scared (magyarul Ki F-F-Fél?). Egy rövidfilmet úgy mutatott be a CBS vezetőségének mint az 1969-70-es év legjobbját Saturday Morning mese műsoraiban. De a vezetők túl ijesztőnek találták a történetet ezért elutasították. Mivel Silverman ott állt a szezon elején kész történet nélkül, megkérte Ruby-t és Spears-t, hogy dolgozzák át a történetet vicesebbé és kevésbé rémisztővé. Elvetették a rockbanda ötletét és Scooby-ra és Bozontra helyezték a hangsúlyt. Silverman-nak megtetszett a doo-be-doo-be-doo, amit Frank Sinatra rögtönzött a Starngers in the night című szám végén, és úgy döntött új nevet kap a kutya is és a show is. Így lett Scooby-Doo a Scooby-Doo, merre vagy? című első széria főszereplője. Ezután ismét bemutatták a CBS vezetőinek, akik ekkor már megadták az engedélyt a filmek elkészítésére.

## Története

### A CBS-évek (1969–1973)

#### Scooby-Doo, merre vagy?
A Scooby-Doo, merre vagy? a CBS csatornán futott eredetileg, hétvégenként a Szombat Reggeli Rajzfilmekben. Első adása szombaton, 1969. szeptember 13-án került adásba a sorozat a „Fekete éjben fekete lovag” című résszel. Tizenhét Scooby-Doo epizódot készítettek 1969-ben. A sorozat azóta klasszikussá vált főcímdalát David Mook és Ben Raleigh szerezte, amely Larry Marks és Paul Costello előadásában hangzott fel, ennek a dalnak viszont a sorozat történetében számos feldolgozása készült. Felénekelte már többek között a Simple Plan és Jennifer Love Hewitt is.
Minden epizód középpontjában Scooby és a négy tizenéves Rejtély Rt. tag állt: Fred, Bozont, Diána és Vilma, akik a Csodajárgány nevű furgonnal utaznak különböző helyekre, majd szellemekkel, szörnyekkel vagy más természetfeletti teremtényekkel találkoznak, aki az éppen aktuális helyet terrorizálja. Miután nyomozásba kezdenek, nyomokat találnak, majd üldözőbe veszi őket a szörny, rájönnek, hogy a szörny valószínűleg nem is az, aminek látszik, majd – általában Fred csapdáival – elkapják a rémet és leleplezik. Leleplezéskor kiderül, hogy a szellem csak egy álruhába, jelmezbe bújt gyanúsított gazfickó, aki a történet végén mindig elmondja: „…és véghez is vittem volna a tervem, ha nem lépnek közbe ezek a kotnyeles kölykök!”
A nagy sikerre való tekintettel a Scooby-Doot meghosszabbították még egy évadra 1970–1971-ig, ekkor nyolc rész készült. A második évad hét epizódjában is az üldözési jelenetek alatt általában Austin Roberts egy-egy könnyűzenei dalát hallhatjuk. aki egyébként a második évad főcímdalát is énekli.
Hazánkban a magyar változatot a TV2 készíttette 1998-ban. A szinkronban Fekete Zoltán játszik, mint Bozont, Vass Gábor, mint Scooby, valamint Madarász Éva, Bódy Gergely és Hámori Eszter mint Vilma, Fred és Diána.

#### Scooby-Dooklónjai
A Scooby-Doo-val sikerült egy sikeres rajzfilmtípust alkotnia a Hanna–Barbera párosnak, amit később megpróbáltak megismételni. Amikor 1972-ben először változott igazán nagyot Scooby-Doo, három új, tizenéveseken alapuló show-val álltak elő. Az egyik a Josie and the Pussycats volt, 1970-ben, ami újra életre keltette a rockbanda gondolatát, amit a nyomozósdival egészítettek ki. A másik a The Pebbles and Bamm-Bamm Show (1971); ami a Frédi és Béni, avagy a két kőkorszaki szakiból megismert Benőkét és Enikőt mutatja be, már középiskolásként. A harmadik és legvadabb próbálkozás a The Funky Phantom volt szintén 1971-ben, amiben 3 fiatal, egy igazi szellem valamint a szellem kísértetmacskája oldotta meg a rejtélyeket. Ezenkívül még sok olyan rajzfilmet készítettek, amiben rejtélyekre derítettek fényt állatok segítségével. Említést érdemel az a Scooby-másolat is, amit az eredeti tervezőpáros Ruby és Spears készített saját produkciójában, miután 1977-ben elhagyta a Hanna-Barberát. A rajzfilm neve Fangface volt.
Az 1970-es években ezek a Scooby klónok és az eredeti verzió jól megfért egymás mellett a „Saturday Morning”-ban. Ezek a programok Fred Silvermannel együtt költöztek 1975-ben a CBS-től az ABC-be.

#### Scooby-Doo újabb kalandjai
1972-ben egyórás új epizódok készültek Scooby-Doo újabb kalandjai címmel; minden epizódban egy-egy akkori híresség, sztár találkozott a csapattal és segített megoldani a rejtélyeket, köztük különböző Hanna-Barbera alkotások is, mint a Josie and the Pussycats és a Kicsi Kocsi HB és a sztárok között pedig olyan hírességek, mint Sandy Duncan, Az Addams Family, Cass Elliot, Phyllis Diller, és Don Adams. Készültek epizódok a Harlem Globetrotters szereplésével is (kosárcsapat), a Három Komédiással, Don Knottsal, valamint Batmannel & Robinnal, ők legalább kétszer szerepeltek a műsor történetében.
A magyar változat 2008-ban készült és a Cartoon Network mutatta be, annyi különbséggel az eredeti szériához képest, hogy itt Scooby hangja Melis Gábor lett.

### ABC-évek (1976–1991)

#### A Scooby-Doo-show
Amikor az ABC-hez került, a sorozat szinte minden átdolgozásán nagy változások történtek. A 76-os, 77-es sugárzási időszakban a Szombat Reggeli Rajzfilmek ABC-s verziójában az új Scooby-Doo epizódokat egy másik rajzfilmmel együtt mutatták be, a Dynomutt, a csodakutya című sorozattal, így ez lett a Scooby/Dynomutt Óra. A műsor címe ebből következően The Scooby-Doo/Dynomutt Show lett, ezért a részeket 1976-ban a Scooby-Doo, merre vagy? sorozathoz sorolták, mint az újabb évadot. Tizenhat Scooby-Doo epizód készült az eredeti Scooby-Doo, merre vagy? évadjába, melyeket az ABC-n mutattak be új epizódokként.
A '77-'78-as The Scooby-Doo/Dynomutt Show egy kétórás műsorblokk lett, ide helyezték az új Scooby's All-Star Laff-A-Lympics című rajzfilmsorozatot is. Ekkor újabb nyolc epizódot adtak le a Scooby-Dooból, emellett a Scooby's All-Star Laff-A-Lympics új címet kapott, mint Scooby's All-Stars. A Scooby's All-Stars folytatta sugárzását a régebbi Scooby-Doo epizódok előző két évadból való ismétlése mellett, amíg az új Scooby-Doo félórás epizódok már Scooby-Doo, merre vagy? főcímmel kerültek bemutatásra. Kilenc hét után a különálló, új Scooby-Doo, merre vagy? sugárzását befejezték, és új epizódokat készítettek 1978-ban a Scooby's All-Stars műsorblokkba. Ezek a Scooby-Doo epizódok, melyek 1976-tól 1978-ig készültek el, később egy sorozattá váltak, és mind Scooby-Doo Show cím alá kerültek, azok is, melyeket régen az eredeti Scooby-Doo, merre vagy? harmadik évadjának tekintettek és az ABC adta le őket.
A magyar változatot szintén a TV2 készítette az összes Scooby-Doo Show epizódból, melyet később a Cartoon Network (Közép- és Kelet-Európa)|Cartoon Network ismételt meg és a Boomerang. Scooby magyar hangja az első három évadban Hankó Attila lett, a többieké maradt. A szinkront 1999-ben készítették el.
Az Scooby's All Stars-t Scooby-Doo Rajzfilmolimpia címmel mutatták be Magyarországon 2012 augusztusában DVD-kiadáson a Scooby-Doo! Rémpróbás játékok című filmmel együtt.

#### 1979–84
A Scooby-Doo szereplők először '79-ben a Szombat Reggeli Rajzfilmeken kívül jelentek meg a Scooby-Doo Hollywoodba megy című egyórás különkiadásban 1979. december 13-án. A különkiadás arról szólt, hogy Bozont és Scooby hosszabb adásidőt szeretnének kapni a Szombat Reggeli Rajzfilmekben.
1979-ben megjelent a sorozatban az új főszereplő, Scooby-Doo unokaöccse, Scrappy-Doo. 1979–1980-ig egy új sorozatot tűztek műsorra a Szombat Reggeli Rajzfilmekben, Scooby-Doo és Scrappy-Doo néven, félórás epizódokkal, a főszerepben a jól ismert Rejtély Rt. tagokkal és az újonnan megjelent szereplővel, Scrappy-Doo-val. Ennek a sorozatnak a magyar változata Magyarországon a legkorábban debütált, 1998-ban készült magyar szinkronja és a TV2-n mutatták be, Scooby magyar hangja Vass Gábor, Scrappy magyar hangja pedig Minárovits Péter volt. A "Puppy Power!" Scrappy-szállóige a magyar verzióban "Ölebek előre!" fordítást kapott. 2012-ben egy másik magyar változat is készült, melyben Scrappy szerepét Pálmai Szabolcs, Scooby-ét pedig Melis Gábor kapta. Ezt a szinkront a Boomerang hazai csatornája tűzte programra.
A Scooby-Doo és Scrappy-Doo nagy sikerére ekkor, 1980 környékén jobban Scrappyre helyezték a hangsúlyt. Ebben az időben Scooby-Doo sokkal gyakrabban járt két lábon, mint négyen, ahogy azt az átlagos kutyák teszik, és ahogy ő is tette a sorozatban ezelőtt. A következő sorozatból kihagyták Fredet, Diánát és Vilmát és létrehoztak egy új Scooby-Doo és Scrappy-Doo sorozatot, ugyanezzel a címmel, más formátumban. Ezek a részek már három hétperces vicces történetből álltak Scooby, Scrappy és Bozont főszereplésével, dobva ezzel az egy félórás rejtély formátumát. A Scooby-Doo és Scrappy-Doo-nak ezt a változatát a The Richie Rich/Scooby-Doo Show részeként adták új epizódokkal 1980-'82-ig, majd a The Scooby-Doo/Scrappy-Doo/Puppy Hour részeként 1982–1983-ig. A legtöbb ellenség a hét perces Scooby-Doo és Scrappy-Doo-ban igazi volt, annak ellenére, hogy eredetileg ezek a szörnyetegek álruhába bújt gazfickók voltak. A hétperces változat azon részeit, melyeket a The Scooby-Doo/Scrappy-Doo/Puppy Hour részeként adtak le, a TV2 mutatta be magyarul 1998-ban, míg a The Richie Rich/Scooby-Doo Show-ban szereplő epizódoknak csak 2012-ben készült el magyar szinkronjuk, melyeket jelenleg a Boomerang sugároz.
Diána visszatért a főszereplő gárdába a The All-New Scooby and Scrappy-Doo Show 1983-ban, mely epizódok két 11 perces részből álltak, a rejtélyek pedig visszatértek az eredeti Scooby-Doo, merre vagy? formátumba. Ez a változat két évadot élt meg, a második évadot viszont már The New Scooby-Doo Mysteries címmel sugározták. Ennek a spin-offnak soha nem készült el a magyar változata.

#### Scooby-Doo és a 13 szellem
1985-ben volt az új, Scooby-Doo és a 13 szellem című sorozat premierje, a főszerepben Diánával, Bozonttal, Scoobyval, Scrappyvel és két új szereplővel, Film-Flammel és Vincent Van Gonddal (a szereplő Vincent Price mintájára készült, eredeti hangja is ő volt), ahogy a Föld körül utaznak és elkapják a "13 legördögibb teremtényt a Földön". Az utolsó epizód eredeti vetítésére 1986 márciusában került sor, és ennek ismétlése ment a következő két évben a csatornán, a Scooby's Mystery Funhouse műsorblokk részeként New Scooby and Scrappy-Doo Show főcímmel. A magyar változat 1998-ban készült el és a TV2-n kezdték sugározni. Scooby magyar hangja Vass Gábor, Flim Flam magyar hangja pedig Lippai László volt. A többieké maradt a megszokott.

#### Scooby-Doo, a kölyökkutya
A Hanna-Barbera visszatért az eredeti szereplőgárdához, Fredhez, Vilmához, Diánához, Scoobyhoz és Bozonthoz, annyi különbséggel, hogy az új sorozatban a szereplők általános iskolás verziójukat lehetett látni. Az új feldolgozás Scooby-Doo, a kölyökkutya címen kezdett el futni az ABC-n 1988-ban. Az új sorozat viccesebbé, karikaturisztikusabbá változtatta a sorozat stílusát. A spin-off a bandatagokat úgy mutatta be, mint gyerekeket, akik Menőfalván (Coolsville) élnek. A nagy siker miatt 1991-ben fejezték csak be a sugárzását.
A magyar változatot a Boomerang műsorára készítették 2011-ben, majd az epizódokat magyar nyelven 2012-ben mutatták be és a csatornán jelenleg is látni a részeket. A hangok, akárcsak az angol változatban, csak Bozont és Scooby (Melis Gábor) esetében maradtak változatlanok, a többiek új hangot kaptak. (Diána: Talmács Márta, Fred: Borbíró András, Vilma: Laudon Andrea).

### Telefilmek, ismétlések, DVD-filmek
1986-tól '88-ig, a Hanna-Barbera egy Hanna-Barbera Superstars 10 című animációs filmekből álló sorozatot készített, melyben olyan egész estés rajzfilmsorozatokból készített filmek szerepeltek, mint a Maci Laci, Foxi Maxi, Frédi és Béni, vagy a Jetson család. Scooby-Doo, Scrappy-Doo, és Bozont voltak a Scooby-Dooból készült filmek főszereplői: Scooby-Doo és a Boo bratyók (1987), Scooby-Doo és a vámpírok iskolája (1988), and Scooby-Doo és a vonakodó farkasember (1989). Ezekben a filmekben Scrappy jóval okosabbnak tűnt, a szereplőket átalakították, például Scoobynak sötétebb lett a bundája, Bozont pedig a Scooby-Doo és a 13 szellemhez hasonlóan piros pólót viselt. Az utóbbi mozifilmben Bozont barátnője, Googie is főszerepet kapott. A későbbiekben jött ki az új, grafikában és felépítésben is eltérő TV-film, a Scooby-Doo és az Arábiai Lovagok, melyben Bozont és Scooby narrátorkodtak és ők is kapták a főszerepet. Ebbe a filmbe belekerült több Hanna-Barbera figura is. (Magilla Gorilla, Maci Laci…)
A Scooby-Doo ismétlései 1980-tól több helyen is elindultak, például a USA Network és a TBS csatornákon is. A Scooby-Doo, a kölyökkutya 1993-ban lekerült az ABC műsoráról és ismétlésekkel sugározni kezdte a Cartoon Network. Mikor a Turner Broadcasting megvette a Hanna-Barbera állomány sugárzási jogát a Scooby-Doo sorozatok a következő csatornákon ismétlésekkel jelentkeztek: Cartoon Network, TBS Superstation, és TNT. Utóbbi kettő '98-ban befejezte az ismétlések sugárzását, majd alapításától kezdve megkezdte azt a Boomerang csatorna.
Mivel a Scooby-Doo ismétlései nagy sikereket értek el a Cartoon Networkön, a Hanna-Barbera és a Warner Bros. VHS és DVD-filmeket kezdtek készíteni 1998-tól. A filmek főszereplői az eredeti Rejtély Rt. idősebb változatai voltak. Az első generációs DVD-filmek voltak a Scooby-Doo a zombik szigetén (1998), Scooby-Doo és a boszorkány szelleme (1999), Scooby-Doo és az idegen megszállók (2000), és a Scooby-Doo és a virtuális vadászat (2001).
Ezek a filmek egy jóval sötétebb stílusú Scooby-Doot mutattak be, ahol horrorisztikusabb, igazi szörnyek jelennek meg.

### Scooby-Dooélőszereplős mozifilmek
A nagy, mozikban is bemutatásra kerülő Scooby-Doo – A nagy csapat című élőszereplős filmet a Warner Bros. készítette és 2002. július 12-én mozipremierrel adta ki. A film rendezője Raja Gosnell volt, a főbb szerepekben pedig Freddie Prinze Jr.-t, mint Fred, Sarah Michelle Gellart, mint Diána, Matthew Lillardot, mint Bozontot és Linda Cardellinit, mint Vilmát lehetett látni. Scooby-Doo-t CGI-animációként lehetett a képernyőn, illetve mozivásznon látni, magyar hangja a filmben Vass Gábor volt. A film óriási, 130 000 000 dollárnyi bevételt hozott (USD). Folytatása, a Scooby-Doo 2. – Szörnyek póráz nélkül 2004 márciusában készült el ugyanazzal a rendezővel és szereplőgárdával. A USA területén a Scooby-Doo 2 84 000 000 dollárt hozott (USD).
A magyar változatban a magyar hangok maradtak a megszokottak, egyedül Fred hangja lett Markovics Tamás Bódy Gergely helyett.

### 2000-es sorozatok és filmek
2002-ben, a Cartoon Network ismétléseinek sikerét követően, a Kids WB új Scooby-Doo spin-offot adott le szombat reggelenként, Mizújs, Scooby-Doo? címmel, mely a csatornán 2002-től 2006-ig volt látható. Innentől került át Az ismételt epizódokat a Cartoon Networkön is lehetett látni. Nem úgy, mint az előző Scooby-sorozatokban, ez a széria a Warner Bros. Animation stúdióiból került ki, ami felvásárolta a Hanna-Barbera céget William Hanna halála után 2001-ben. Ez a műsor a XXI. században játszódik az eredeti Rejtély Rt. újratervezett szereplőivel, akik a világ körül utaznak. A spin-offban megjelennek modern eszközök is, illetve újabb motívumok. A sorozat elindulásával átkerült Angliában a sorozat az ITV-ről a BBC-re.
A magyar változatot a Cartoon Network (Közép- és Kelet-Európa)|Cartoon Network mutatta be 2003-ban és kezdte sugározni a részeket a megszokott szinkronnal. Scooby hangja Vass Gábor volt, még mindig.
Három évad után a Mizújs, Scooby-Doo?-t felváltotta 2006-ban egy másik sorozat, a Bozont és Scooby-Doo, melynek új epizódjait a The CW csatornán, a Kids WB szombat reggeli programblokkjában lehetett figyelemmel kísérni. Az új sorozat teljesen eltért az eredeti formátumtól. A középpontba helyezte Bozontot és Scoobyt, akik nagy összeget örökölnek Bozont Albert bácsikájától. A sorozatban megjelenik Vilma, Fred és Diána mint háttérszereplők. Az ellenségek itt nem szörnyek, hanem Dr. Phibes ügynöksége, aki általában saját magát akarja halhatatlanná tenni mások kárára. A sorozat magyar verzióját 2008-ban tűzte műsorra a Cartoon Network (Közép- és Kelet-Európa), melyben Scooby hangja Melis Gábor volt.
A DVD-filmek később új stílusba rendeződtek, és legalább egy filmet kiadtak a következő években évente. Ezek közül kettő, a Scooby-Doo és a vámpír legendája és a Scooby-Doo és a mexikói szörny (mindkettő 2003-as) retro-stílusban készültek, a Rejtély Rt. tagjainak eredeti megtervezésével, az eredeti formátumban. 2004–2009-ig a DVD-filmek Mizújs, Scooby-Doo? stílusban készültek. A magyar változatokban Scooby hangja Melis Gábor volt.

### 2010-es sorozatok és filmek
2010-től új filmek készültek retro-stílusban, kezdve a Scooby-Doo! Abrakadabra! cíművel. Máig ilyen stílusban készülnek a filmek, Scooby-Doo magyar hangja itt Vass Gábor, Fred hangja pedig eltérően az eddigi filmektől Markovics Tamás, aki az élőszereplős változatban is Fred hangját adta. A 2012-es évben a Warner Bros. amellett, hogy két ilyen stílusú Scooby-filmet adott ki DVD-n (Scooby-Doo! Vámpírmusical, tavasz és Scooby-Doo a rivaldafényben, ősz) még két DVD-t kiadási várólistára helyezett ebben az évben, a Scooby-Doo! Laff-A-Lympics: Spooky Games (magyarul Scooby-Doo! Rémpróbás játékok) címűt júliusban (Magyarországon augusztusban), – melyre egy új, saját készítésű 25 perces aktuális olimpiai epizód került (a magyar kiadásban a DVD-kötettel azonos című Scooby-Doo! Rémpróbás játékok címet kapta az epizód) és a régebbi Scooby-Doo Rajzfilmolimpia pár epizódja – és a Scooby-Doo! 13 Spooky Tales: Holiday Chills and Thrills címűt (magyar kiadási dátum és cím egyelőre ismeretlen) októberben – melyre a sorozat történetének karácsonyi epizódjai kerültek és egy új, saját készítésű 25 perces karácsonyi epizód került. Később, 2013 februárjában újabb DVD került kiadásra egy új egész estés filmmel magyar és angol nyelven is, Scooby-Doo: Kék Sólyom maszkja címmel, az év augusztusában pedig szintén egy, Scooby-Doo: Az operaház fantomjai név alatt. Magyar nyelven a DVD-ket a ProVideo adta ki illetve fogja kiadni.
A Scooby-Doo: Rejtélyek nyomában című sorozat 2010 áprilisában debütált az Egyesült Államokban. A sorozat teljesen más alaptörténetet adott a műsornak, és egy sokkal sötétebb stílust. Szinte egy "újraindítás" volt a széria történetében, ugyanis a Rejtély Rt. tagjai között más viszony lett, mint eddig, szülővárosuk nem Menőfalva, hanem Crystal Cove lett, családi hátterük pedig úgyszintén teljesen megváltozott. A sorozat minden epizódja cliffhanger-rel végződött, azaz az egyik rész folytatja a másikat. Második évadja 2012 júniusában került bemutatásra az Egyesült Királyságban, és annak később feléig jutott el, csakúgy, mint az Egyesült Államok, amely pár nappal később kezdte el a vetítést. Az évad utolsó részeit, melyek egyben a sorozat utolsó részei is voltak, 2013 márciusában kezdte el adni az amerikai Cartoon Network, megy 2013. április 5-én fejeződött be, így ezzel a sorozat véget ért. A magyar szinkronnal ellátott változatot a Cartoon Network Közép-Kelet Európa mutatta be hazánkban 2011 augusztusának végén, az utolsó részeket pedig 2013 májusában kezdi el sugározni. A változatban Melis Gábor kölcsönözte Scooby hangját.
2014. március 10.-én a Cartoon Network bejelentette egy új sorozat érkezését a franchise-ból, Be Cool Scooby-Doo! címen, közleményében elmondta, hogy a sorozat a csapat gimnáziumi évei után fog játszódni. Később kiderült, hogy Magyarországon a Boomerang fogja műsorra tűzni "Csak lazán, Scooby-Doo!" címen.
2012-ben a Warner Bros. és a WWE Studios bejelentette, hogy közösen készítenek egy Scooby-Doo animációs filmet, amiben Scooby és a bandája a WrestleMania rendezvény előtti rejtélyt oldja meg. Ennek premierje 2014. március 25-én volt Scooby-Doo! Rejtély a bajnokságon címmel.

## Szereplők

### Főszereplők

#### Napjainkban állandó szereplők
- Scooby-Doo (Scoobert Scooby-Doo) (1969-)
- Bozont Rogers (Norville "Bozont" Rogers) (1969-)
- Diána Blake (1969–1979; 1983–2006; 2010-)
- Vilma Dinkley (1969–1979; 1988–2006; 2010-)
- Fred Jones (Fred Jones Jr.) (1969–1979; 1988–2006; 2010-)[39]

#### Régen állandó szereplők
- Scrappy-Doo (Scrappert Scrappy-Doo) (1979–1986)
- Flim Flam (1985–1986)
- Vincent Van Gond (1985–1986)
- Red Herring (1988–1991)
- Dr. Phibes (2006–2009)
- Robbie (2006–2009)

### Visszatérő szereplők

#### Scooby-Doo újabb kalandjai
- Batman
- Robin
- Don Knotts
- A három komédiás
- A harlemi labdafogók/A harlemi csavargók

#### Scooby-Doo Show
- Scooby-Dum
- Scooby-Dee

#### Scooby-Doo és Scrappy-Doo
- Yabba-Doo
- Dusty Sheriff

#### Scooby-Doo és a 13 szellem
- Csonti
- Pacni

#### Scooby-Doo, a kölyökkutya
- Mr. Rogers és Mrs. Rogers
- Hugi
- Jenkins
- Mama-Doo és Papa-Doo

#### Scooby-Doo és a boszorkány szelleme
- Torn (valódi neve: Sally McKnight)
- Dusk
- Luna

#### Mizújs, Scooby-Doo?
- Gibby Norton

#### Bozont és Scooby-Doo
- Albert bácsi / Doktor Trebla
- Egyes ügynök
- Kettes ügynök

#### Scooby-Doo: Rejtélyek nyomában
- Bronson Stone Sheriff
- Fred Jones (idősebb)
- Cassidy Williams (Angel Dynamoutt)
- Mr. E/Ricky Owens
- Mr. Blake
- Mrs. Blake
- Mr. Dinkley
- Mrs. Dinkley
- Mr. Rogers (Rejtélyek nyomában változat)
- Mrs. Rogers (Rejtélyek nyomában változat)
- Brad
- Jew
- Nova
- Periklész Professzor[40]

## Szinkron
| Karakter                 | Magyar hang                                                    | Eredeti hang |
| ------------------------ | -------------------------------------------------------------- | --- |
| Scooby-Doo               | Kristóf Tibor Hankó Attila Vass Gábor Melis Gábor Bognár Tamás | Don Messick Hadley Kay Scott Innes Neil Fanning Frank Welker                                                                                 |
| Norville "Bozont" Rogers | Pusztaszeri Kornél Csonka András Fekete Zoltán                 | Casey Kasem Billy West Scott Innes Nick Palatas Scott Menville Matthew Lillard                                                               |
| Diána Blake              | Hámori Eszter Talmács Márta Kisfalvi Krisztina                 | Indira Stefanianna Christopherson Heather North Kenney Kellie Martin Mary Kay Bergman Kate Melton Sarah Michelle Gellar Grey DeLisle         |
| Vilma Dinkley            | Madarász Éva Laudon Andrea Kelemen Kata                        | Nicole Jaffe Pat Stevens Marla Frumkin Christina Lange B. J. Ward Linda Cardellini Hayley Kiyoko Mindy Cohn Stephanie D'Abruzzo Kate Micucci |
| Fred Jones               | Bódy Gergely Markovics Tamás Joó Gábor                         | Frank Welker Carl Stevens Freddie Prinze Jr. Robbie Amell                                                                                    |
| Scrappy-Doo              | Bolba Tamás Minárovits Péter Szalay Csongor Pálmai Szabolcs    | Lennie Weinrib Don Messick Scott Innes |
| Scooby-Dum               | Gesztesi Károly                                                | Daws Butler |
| Flim Flam                | Lippai László                                                  | Susan Blu |

## Scooby-Doo filmtörténet

### TV különkiadások és animált telefilmek
A csillaggal ellátott filmek nem jelentek meg magyarul.
| # | Cím                                  | Megjelenés éve |
| - | ------------------------------------ | -------------- |
| 1 | Scooby-Doo Hollywoodba megy          | 1979           |
| 2 | Scooby-Doo és a Boo bratyók          | 1987           |
| 3 | Scooby-Doo és a vámpírok iskolája    | 1988           |
| 4 | Scooby-Doo és a vonakodó farkasember | 1989           |
| 5 | Scooby-Doo és az arábiai lovagok     | 1994           |
| 6 | A Scooby-Doo Projekt                 | 1999*          |
| 7 | Night of the Living Doo              | 2001*          |

### DVD filmek
| #                                       | Cím                                                                | Megjelenés éve                     |
| Első Generációs Filmek (1998-2001)      | Első Generációs Filmek (1998-2001)                                 | Első Generációs Filmek (1998-2001) |
| --------------------------------------- | ------------------------------------------------------------------ | ---------------------------------- |
| 1                                       | Scooby-Doo a zombik szigetén                                       | 1998                               |
| 2                                       | Scooby-Doo és a boszorkány szelleme                                | 1999                               |
| 3                                       | Scooby-Doo és az idegen megszállók                                 | 2000                               |
| 4                                       | Scooby-Doo és a virtuális vadászat                                 | 2001                               |
| Második Generációs Filmek (2003)        |                                                                    |                                    |
| 5                                       | Scooby-Doo és a vámpír legendája                                   | 2003                               |
| 6                                       | Scooby-Doo és a mexikói szörny                                     | 2003                               |
| Harmadik Generációs Filmek (2004-2009)  |                                                                    |                                    |
| 7                                       | Scooby-Doo és a Loch Ness-i szörny                                 | 2004                               |
| 8                                       | Aloha, Scooby-Doo!                                                 | 2005                               |
| 9                                       | Scooby-Doo és a múmia átka                                         | 2005                               |
| 10                                      | Scooby-Doo! Kalózok a láthatáron!                                  | 2006                               |
| 11                                      | Scooby-Doo és a hószörny                                           | 2007                               |
| 12                                      | Scooby-Doo és a Koboldkirály                                       | 2008                               |
| 13                                      | Scooby-Doo és a szamuráj kardja                                    | 2009                               |
| Negyedik Generációs Filmek (2010-jelen) |                                                                    |                                    |
| 14                                      | Scooby-Doo! Abrakadabra!                                           | 2010                               |
| 15                                      | Scooby-Doo! Rettegés a táborban                                    | 2010                               |
| 16                                      | Scooby-Doo és a fantoszaurusz rejtélye                             | 2011                               |
| 17                                      | Scooby-Doo! Vámpírmusical                                          | 2012                               |
| 18                                      | Scooby-Doo a rivaldafényben                                        | 2012                               |
| 19                                      | Scooby-Doo: Kék Sólyom maszkja                                     | 2013                               |
| 20                                      | Scooby-Doo: Az operaház fantomjai                                  | 2013                               |
| 21                                      | Scooby-Doo! Rejtély a bajnokságon                                  | 2014                               |
| 22                                      | Scooby-Doo! Frankenszörnyűség                                      | 2014                               |
| 23                                      | Scooby-Doo! Holdszörnyes őrület                                    | 2015                               |
| 24                                      | Scooby-Doo! és a Kiss: A nagy rock and roll rejtély                | 2015                               |
| 25                                      | Scooby-Doo! és a WWE: Rejtély az autóversenyen                     | 2016                               |
| 26                                      | Scooby-Doo! Hajsza a vadnyugaton                                   | 2017                               |
| 27                                      | Scooby-Doo és Batman – A bátor és a vakmerő                        | 2018                               |
| 28                                      | Scooby-Doo! and the Gourmet Ghost                                  | 2018                               |
| 29                                      | Scooby-Doo and The Curse of The 13th Ghost                         | 2019                               |
| 30                                      | Scooby-Doo: Return To Zombie Island                                | 2019                               |
| 31                                      | Happy Halloween, Scooby-Doo!                                       | 2020                               |
| 32                                      | Scooby-Doo! The Sword and the Scoob                                | 2021                               |
| 33                                      | Straight Outta Nowhere: Scooby-Doo! Meets Courage the Cowardly Dog | 2021                               |

### DVD-re készült epizódok
Ezek az epizódok 25 percesek és kifejezetten DVD-kiadásra készültek.
| # | Cím                               | Megjelenés éve | Kiadás kísérete                        |
| - | --------------------------------- | -------------- | -------------------------------------- |
| 1 | Scooby-Doo! Rémpróbás játékok     | 2012           | sport témájú epizódokkal               |
| 2 | Scooby-Doo rémes karácsonya       | 2012           | karácsonyi témájú epizódokkal          |
| 3 | Scooby-Doo és a madárijesztő      | 2013           | halloweeni, ijesztő témájú epizódokkal |
| 4 | Scooby-Doo! Szőrmókveszély        | 2013           | robot témájú epizódokkal               |
| 5 | Scooby-Doo! A rejtély kapujában   | 2014           | sport témájú epizódokkal               |
| 6 | Scooby-Doo! Vízparti Szörny-parti | 2015           | tengerpart témájú epizódokkal          |

### LEGO filmek
| # | Cím                                       | Megjelenés éve |
| - | ----------------------------------------- | -------------- |
| 1 | Lego Scooby-Doo és a fekete lovag kincse  | 2015           |
| 2 | Lego Scooby-Doo! Lidérces Hollywood       | 2016           |
| 3 | Lego Scooby-Doo – Tajték-parti bingóparti | 2017           |

### Bábfilmek
- Scooby-Doo! A rejtélyes térkép (2013)

### Élőszereplős filmek
- Scooby-Doo – A nagy csapat (2002, mozifilm)
- Scooby-Doo 2. – Szörnyek póráz nélkül (2004, mozifilm)
- Scooby-Doo! Az első rejtély (2009, telefilm)
- Scooby-Doo és a tavi szörny átka (2010, telefilm)

### Animációs film
- Scooby! (2020, mozifilm)

## Sorozatok
Az alábbi táblázatban a magyar címekkel ellátott sorozatoknak magyar változatuk is készül(t), az eredeti címekkel feltüntetettek, megcsillagozottak pedig nem jelentek még meg magyarul. Az eredeti csatorna félkövérrel szedett.
| #          | Cím                                                                    | Scooby magyar hangja                          | Évadok száma | Epizódok száma | Eredeti sugárzás     | Eredeti sugárzás    | Eredeti adó     | Magyar sugárzás                        | Magyar sugárzás                        | Magyar adó                             |
| #          | Cím                                                                    | Scooby magyar hangja                          | Évadok száma | Epizódok száma | Első Rész            | Befejező Rész       | Eredeti adó     | Első Rész                              | Befejező Rész                          | Magyar adó                             |
| ---------- | ---------------------------------------------------------------------- | --------------------------------------------- | ------------ | -------------- | -------------------- | ------------------- | --------------- | -------------------------------------- | -------------------------------------- | -------------------------------------- |
| 1          | Scooby-Doo, merre vagy?                                                | Vass Gábor                                    | 2            | 25             | 1969. szeptember 13. | 1970. október 31.   | CBS             | 2002. május 11.                        | 2002. augusztus 3.                     | TV2 Cartoon Network Boomerang          |
| 2          | Scooby-Doo újabb kalandjai                                             | Melis Gábor                                   | 2            | 24             | 1972. szeptember 9.  | 1973. október 27.   | CBS             | 2008. február 16.                      | 2008. május 4.                         | Cartoon Network Boomerang              |
| 3          | A Scooby-Doo-show                                                      | Hankó Attila (1–2. évad) Vass Gábor (3. évad) | 3            | 40             | 1976. szeptember 11. | 1978. december 23.  | ABC             | 1999. november 20.                     | 2001. október 28.                      | TV2 Cartoon Network Boomerang          |
| 4          | Scooby-Doo Rajzfilmolimpia                                             | Vass Gábor                                    | 2            | 24             | 1977. szeptember 10. | 1978. október 28.   | ABC             | a magyar változat DVD-n megvásárolható | a magyar változat DVD-n megvásárolható | a magyar változat DVD-n megvásárolható |
| 5          | Scooby-Doo és Scrappy-Doo (25 perces változat)                         | Vass Gábor                                    | 1            | 16             | 1979. szeptember 22. | 1980. január 5.     | ABC             | 2002. augusztus 4.                     | 2002. szeptember 21.                   | TV2                                    |
| 5          | Scooby-Doo és Scrappy-Doo (25 perces változat)                         | Vass Gábor                                    | 1            | 16             | 1979. szeptember 22. | 1980. január 5.     | ABC             | 2012. március 1.                       | 2012. március 22.                      | Boomerang                              |
| 6          | Scooby-Doo és Scrappy-Doo/Yabba-Doo és Scrappy-Doo (7 perces változat) | Vass Gábor                                    | 3            | 33             | 1980. november 8.    | 1982. december 18.  | ABC             | 2001. december 22.                     | 2012. április 4.                       | TV2 Boomerang                          |
| 7          | The New Scooby and Scrappy Doo Show / The New Scooby-Doo Mysteries*    | nincs                                         | 2            | 26             | 1983. szeptember 10. | 1984. december 1.   | ABC             | nincs                                  | nincs                                  | nem került sor magyar premierre        |
| 8          | Scooby-Doo és a 13 szellem                                             | Vass Gábor                                    | 1            | 13             | 1985. szeptember 7.  | 1985. december 7.   | ABC             | 2002. február 10.                      | 2002. március 23.                      | TV2 Cartoon Network                    |
| 9          | Scooby-Doo, a kölyökkutya                                              | Melis Gábor                                   | 3            | 29             | 1988. szeptember 10. | 1991. augusztus 17. | ABC             | 2012. március 1.                       | 2012. április 5.                       | Boomerang                              |
| 10         | Mizújs, Scooby-Doo?                                                    | Vass Gábor                                    | 3            | 42             | 2002. szeptember 14. | 2005. április 23.   | The WB          | 2004. január 19.                       | 2006. április 23.                      | Cartoon Network TV2 Boomerang          |
| 11         | Bozont és Scooby-Doo                                                   | Melis Gábor                                   | 2            | 26             | 2006. szeptember 23. | 2008. március 15.   | The CW          | 2007. május 12.                        | 2007. június 23.                       | Cartoon Network                        |
| 12         | Scooby-Doo: Rejtélyek nyomában                                         | Melis Gábor                                   | 2            | 52             | 2010. április 5.     | 2013. április 5.    | Cartoon Network | 2011. augusztus 29.                    | 2013. május 22.                        | Cartoon Network                        |
| 13         | Csak lazán, Scooby-Doo!                                                | Melis Gábor                                   | 2            | 52             | 2015. október 5.     | 2017. november 13.  | Cartoon Network | 2015. november 28.                     | 2018. február 1.                       | Boomerang                              |
| 14         | Scooby-Doo és (sz)társai                                               | Melis Gábor                                   | 2            | 52             | 2019. június 27.     | 2021. október 1.    | Boomerang       | 2019. június 27.                       | 2021. október 1.                       | Boomerang                              |
| 15         | Velma                                                                  | Nem szerepel benne                            | 1            | 10             | 2023. január 12.     |                     | HBO Max         | 2023. január 12.                       |                                        | HBO Max                                |
| 15 sorozat | 15 sorozat                                                             | 3 magyar hang                                 | 27 évad      | 370 rész       | 54 év                | 54 év               | 7 csatorna      | 22 év                                  | 22 év                                  | 3 csatorna                             |

## Videójátékok
| Cím | Forgalmazó                                                                          | Platform                                                 | Kiadási év |
| --- | ----------------------------------------------------------------------------------- | -------------------------------------------------------- | ---------- |
| Scooby-Doo's Maze Chase | Mattel Electronics                                                                  | Intellivision                                            | 1983       |
| Scooby-Doo (videójáték, 1986) | Elite Systems Gargoyle Games                                                        | Arcade ZX Spectrum Commodore 64                          | 1986       |
| Scooby-Doo Mystery | Sunsoft Acclaim Entertainment                                                       | Super Nintendo Entertainment System                      | 1995       |
| Scooby-Doo Mystery | Illusions Gaming Acclaim Entertainment                                              | Sega Genisis                                             | 1995       |
| Scooby Doo! Mystery of the Fun Park Phantom | Engineering Animation, Inc. SouthPeak Interactive                                   | Microsoft Windows                                        | 1999       |
| Scooby-Doo! Rejtélyes kalandok: Scooby-Doo: Leszámolás Szellemvárosban, Scooby-Doo: A lovag szelleme, ésScooby-Doo: Szfinx-csíny                                     | The Learning Company – megjelent magyar nyelven: CD Projekt                         | Microsoft Windows                                        | 2000       |
| Scooby Doo! Classic Creep Capers | THQ                                                                                 | Nintendo 64 Game Boy Color                               | 2001       |
| Scooby-Doo and the Cyber Chase | THQ                                                                                 | PlayStation Game Boy Advance                             | 2001       |
| Scooby-Doo (videójáték, 2002) (a 2002-es élőszereplős film alapján)                                                                                                  | THQ                                                                                 | Game Boy Advance                                         | 2002       |
| Scooby-Doo! Night of 100 Frights | THQ                                                                                 | GameCube PlayStation 2 Xbox                              | 2002       |
| Scooby-Doo akták: Scooby-Doo, első akta: Az izzó bogárember, Scooby-Doo, második akta: A sziklasárkány, és Scooby-Doo, harmadik akta: Fények, kamerák és harcra fel! | The Learning Company – megjelent magyar változata (az első két aktának): CD Projekt | Microsoft Windows                                        | 2003       |
| Scooby-Doo! Mystery Mayhem | A2M THQ                                                                             | Game Boy Advance GameCube PlayStation 2 Xbox             | 2003       |
| Scooby-Doo 2: Szörnyek póráz nélkül – A videójáték (a 2004-es élőszereplős film alapján)                                                                             | THQ                                                                                 | Game Boy Advance Microsoft Windows                       | 2004       |
| Scooby-Doo! Unmasked | THQ                                                                                 | Nintendo DS Game Boy Advance GameCube PlayStation 2 Xbox | 2005       |
| Scooby-Doo! Első rémület | Torus Games Warner Bros. Interactive Entertainment                                  | Wii Nintendo DS PlayStation 2                            | 2009       |
| Scooby-Doo! Spooky Swamp | Torus Games Warner Bros. Interactive Entertainment                                  | Wii Nintendo DS PlayStation 2                            | 2010       |

## Színpadi előadások
- Scooby-Doo és a lámpaláz (2005; világturnén 2005, 2007, 2009)
- Scooby-Doo és a Kalózszellem (2009)[46]
- Scooby-Doo Live! Musical Mysteries (2013)

## Díjak, jelölések és kritikák
Négy évtizedes története alatt a Scooby-Doo két Emmy jelölést is kapott: 1989-ben Nappali Emmy-re jelölték a Scooby-Doo, a kölyökkutya című feldolgozást, 2003-ban pedig Nappali Emmy-jelölést kapott a Mizújs, Scooby-Doo?-ban játszó Mindy Cohn (Vilma Dinkley eredeti hangja) a "Legjobb kívülálló előadó egy animációs műsorban" kategóriában. Ahogy a legtöbb Hanna-Barbera műsort, a Scooby-Doot is ellátták rengeteg kritikával; 2002-ben, Jamie Malanowski, a The New York Timestól úgy írta meg, hogy "a Scooby-Doo rejtélyek nem túl rejtélyesek, és a viccek eléggé nehezen viccesek. Az animációról… nos, a hűtődön lévő rajzokkal versenyre kelhetne."
A Scooby-Doo nagy rajongótáborral büszkélkedhet, a 90-es évek óta népszerűsége egyre nő mind a gyerekek, mind az ezen felnövő felnőttek körében. Különböző tévékritikák is úgy találták, hogy a műsor a vígjáték, a kaland és a horror műfajainak keveréke, és ez lehet az oka a hosszútávú sikerének. Fred Silverman és a Hanna-Barbera stábja úgy tervezték az első sorozatot, hogy a Scooby-Doo szellemei, rémei és szörnyei inkább lesznek viccesek, mintsem horrorisztikusak, hogy a fiatal gyerekek számára is élvezhető legyen. "Végül is, a Scooby-Doo nem csupán egy műsor, ami jó hangulatot és feszültséget ad vissza a gyerekeknek" ajánlotta a sorozatot az American Center kreatív és médiaügyi executive rendezője, David Kleeman egy 2002-es interjújában. "Szórakoztat is magas szinteken, anélkül, hogy félnének, vagy rémálmaik legyenek."
A 2000-es években a Scooby-Doo népszerűsége meglátszott a különböző "legjobb rajzfilm" vagy "legjobb rajzfilmszereplő" szavazások toplistáin is. 2002. augusztus 3-án a TV Guide egyik számában megjelent a Minden idők 50 legjobb rajzfilmszereplője lista, melyben Scooby-Doo a 22. helyezést érte el. Scooby szintén szerepelt a tizenharmadik helyén az Animal Planet 50 legjobb tévés állat listáján. A Scooby-Doo, merre vagy? lett a harminchatodik az Egyesült Királyság-beli Channel 4 2005-ös Minden idők 100 legnagyszerűbb rajzfilmsorozata listáján. Egy évig, 2004-től 2005-ig Scooby-Doo tartotta a legtöbb epizóddal rendelkező animációs sorozat Guinness rekordját, amit addig, és azután A Simpson család tartott és tart. Ezt a rekordot a 2006-os könyvben hozták nyilvánosságra.
2009 januárjában az IGN a Scooby-Doot a huszonnegyedik helyre tette a Top 100 legjobb rajzfilmsorozat listáján.

## Kereskedés
A legrégebbi Scooby-Doo témájú termékek közé tartozott az 1973-ban kiadott Milton Bradley társasjáték, díszített uzsonnás dobozok, kifestők, kiskönyvek, lemezek, alsóneműk, jelmezek és még sok más áru. Mikor Scrappy-Doo bejött a sorozatba 1979-ben, ő, Scooby, és Bozont lettek a reklámarcai, főszereplői a legtöbb terméknek, mint az 1983-ban kiadott Milton-Bradley Scooby-Doo és Scrappy-Doo társasjáték. Az első Scooby-Doo videójáték játéktermekben jelent meg 1986-ban, amit rengeteg otthoni konzolra és PC-re kiadott játék követett. A Scooby-Doo multivitamin szintén ekkortájt debütált, amit a Bayer gyártott 2001-ig.
A Scooby-Dooval való kereskedelem a 80-as évek végére és a 90-es évek elejére kissé megállt, de feléledt, mikor 1995-ben a Cartoon Network újra leadta a régebbi epizódokat. Napjainkra szinte minden téren előfordulnak Scooby-Doo-márkájú termékek Magyarországon is, például Scooby-Doo üdítőital, plüssállatok, akciófigurák, játékautók, és rengeteg más.
2005-ben több helyen is külföldön elindult a Scooby-Doo lámpalázas című élő előadás a rajzfilmsorozat alapján, turnékkal. Ezt követően 2009-ben elindult ennek második részek Scooby-Doo és a Kalózszellem címmel, ez a darab már Magyarországon is látható volt, a főszerepben Puskás Péterrel.

### Magyarország
A sorozat kereskedelmi fénykorát hazánkban a 2000-es évek derekán élte, mikor a Cartoon Network hazánkban is elkezdte leadni a magyarosított részeket újra, és elkezdte magyarul vetíteni a Mizújs, Scooby-Doo?-t. Ekkor kiadásra kerültek Scooby-Doo PC-játékok magyar szinkronnal, és a Scooby-Doo felfedezi a világ csodáit című ismeretterjesztő, havi magazin, melyet aztán a Scooby-Doo magazin kéthavi változata váltott fel. A Scooby-Doos üdítőket hazánkban a Topjoy gyártja. Ekkor jelentek meg DVD-k, kiadták az összes különkiadást DVD-n (pár kivétellel), megjelentek a Scooby-Doo plüssök és társasjátékok, melyeket Mint a tv-ben jelzéssel láttak el. Ezek mellett a Mint a tv-ben könyveket is kiadott Scooby-Doo-témával. 2012-ben magyar kézikönyvvel is kiadták a Scooby-Doo! First Frights című videójátékot kizárólag PC-re, Scooby-Doo! Első Rémület címmel.

#### Magazinok
- Scooby-Doo felfedezi a világ csodáit (2007–2009)[60]
- Scooby-Doo! magazin (2009–)[61]

#### Könyvek
- Scooby-Doo nagykönyve
- Scooby-Doo nagykönyve 2
- Scooby-Doo keresgélő
- Scooby-Doo mini-könyvsorozat (sorozat)[62]
- Scooby-Doo képregények (sorozat)
- Scooby-Doo! Titkos akták – Rémes énem
- Scooby-Doo! Titkos akták – A mihaszna lovag
- Scooby-Doo! Szellemes történetek
- Scooby-Doo újabb kalandjai

### Scooby-Doo! Rejtélyek (James Gelsey könyvsorozat)
| #  | Angol cím                                | Magyar cím                            | Megjelenés éve |
| -- | ---------------------------------------- | ------------------------------------- | -------------- |
| 1  | Scooby-Doo! and the Haunted Castle       | Scooby-Doo és a kísértetjárta kastély | 1998           |
| 2  | Scooby-Doo! and the Mummy's Curse        | Scooby-Doo és a múmia átka            | 1998           |
| 3  | Scooby-Doo! and the Snow Monster         | Scooby-Doo és a hószörny              | 1998           |
| 4  | Scooby-Doo! and the Sunken Ship          | Scooby-Doo és az elsüllyedt hajó      | 1999           |
| 5  | Scooby-Doo! and the Howling Wolfman      | Scooby-Doo és az üvöltő farkasember   | 1999           |
| 6  | Scooby-Doo! and the Vampire's Revenge    | Scooby-Doo és a vámpír bosszúja       | 1999           |
| 7  | Scooby-Doo! and the Carnival Creeper     | Scooby-Doo és a karneváli szörnyeteg  | 1999           |
| 8  | Scooby-Doo! and the Groovy Ghost         | Scooby-Doo és a zenélő szellem        | 2000           |
| 9  | Scooby-Doo! and the Zombie's Treasure    | Scooby-Doo és a zombik kincse         | 2000           |
| 10 | Scooby-Doo! and the Spooky Strikeout     | Scooby-Doo és a kísérteties edző      | 2000           |
| 11 | Scooby-Doo! and the Fairground Phantom   | Scooby-Doo és a vásári fantom         | 2000           |
| 12 | Scooby-Doo! and the Frankenstein Monster | Scooby-Doo és a Frankenstein szörnye  | 2000           |
| 13 | Scooby-Doo! and the Runaway Robot        | Scooby-Doo és az elszabadult robot    | 2000           |
| 14 | Scooby-Doo! and the Masked Magician      | Scooby-Doo és a maszkos mágus         | 2000           |
| 15 | Scooby-Doo! and the Phony Fortune Teller | Scooby-Doo és a gonosz jósnő          | 2001           |
| 16 | Scooby-Doo! and the Toy Store Terror     | Scooby-Doo és a játékbolti riadalom   | 2001           |
| 17 | Scooby-Doo! and the Farmyard Fright      | Scooby-Doo és a farmi rémület         | 2001           |
| 18 | Scooby-Doo! and the Caveman Caper        | Scooby-Doo és az ősember küldetés     | 2001           |
| 19 | Scooby-Doo! and the Rowdy Rodeo          | Scooby-Doo és a félelmetes bikalovas  | 2001           |
| 20 | Scooby-Doo's High-Flying Adventure       | Scooby-Doo és a repülő kaland         | 2001           |
| 21 | Scooby-Doo! and the Ghostly Gorilla      | Scooby-Doo és a kísérteties gorilla   | 2002           |
| 22 | Scooby-Doo! and the Vicious Viking       | Scooby-Doo és az ördögi viking        | 2002           |
| 23 | Scooby-Doo! and the Karate Caper         | Scooby-Doo és a karate kalamajka      | 2002           |
| 24 | Scooby-Doo! and the Seashore Slimer      | Scooby-Doo és a tengerparti rejtély   | 2002           |
| 25 | Scooby-Doo! and the Bowling Boogeyman    | Scooby-Doo és a tekéző mumus          | 2003           |
| 26 | Scooby-Doo! and the Headless Horseman    | Scooby-Doo és a fej nélküli lovas     | 2003           |
| 27 | Scooby-Doo! and the Deep Sea Diver       | Scooby-Doo és a rettegés tengere      | 2003           |
| 28 | Scooby-Doo! and the Sinister Sorcerer    | Scooby-Doo és a baljós varázsló       | 2003           |
| 29 | Scooby-Doo! and the Witch Doctor         | Scooby-Doo és az ijesztő sámán        | 2003           |
| 30 | Scooby-Doo! and the Gruesome Goblin      | Scooby-Doo és a gonosz kobold         | 2004           |
| 31 | Scooby-Doo! and the Virtual Villain      | Scooby-Doo és a virtuális démon       | 2004           |
| 32 | Scooby-Doo! and the Hoopster Horror      | Scooby-Doo és a borzalmas farkas      | 2005           |
| 33 | Scooby-Doo! and the Cactus Creature      | Scooby-Doo és a kaktuszlény           | 2005           |
| 34 | Scooby-Doo! and the Scary Skateboarder   | Scooby-Doo és a félelmetes gördeszkás | 2006           |
| 35 | Scooby-Doo! and the Monster Menace       | Scooby-Doo és a fenyegető szörnyeteg  | 2006           |

## Fordítás
- Ez a szócikk részben vagy egészben  a   Scooby-Doo című angol Wikipédia-szócikk fordításán alapul.  Az eredeti cikk szerkesztőit annak laptörténete sorolja fel. Ez a jelzés csupán a megfogalmazás eredetét és a szerzői jogokat jelzi, nem szolgál a cikkben szereplő információk forrásmegjelöléseként.